# Bahnea, Mureș
Bahnea, mai demult Bachnea (în dialectul săsesc Bachnen, în germană Bachnen, Bachen, în maghiară Bonyha sau Szászbonyha până în 1898) este satul de reședință al comunei cu același nume din județul Mureș, Transilvania, România.

## Localizare
Bahnea se găsește la 16 km de Târnăveni, pe cursul râului Târnava Mică, și la 26 km față de reședința de județ Târgu Mureș. Localitatea a fost racordată la rețeaua feroviară în anul 1896, odată cu darea în folosință a Căii ferate Blaj–Praid.

## Istoric

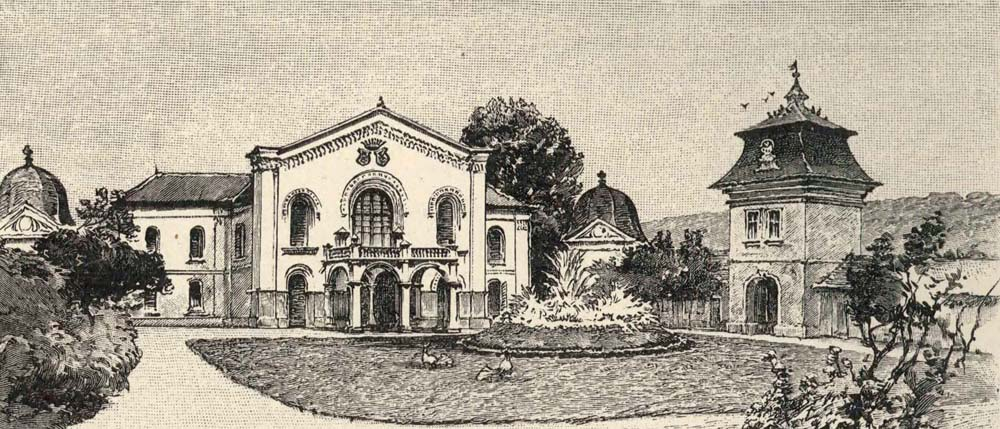
Castelul Bethlen (1901)

La comanda regelui Ștefan I al Ungariei, atestată documentar în secolul al XII-lea de către scrierile lui Anonymus (acesta din urmă pomenind în cronicile sale localitatea Bahnea ca fiind o localitate din timpul regelui Ștefan I al Ungariei), la fiecare zece sate se obliga a se construi o biserică. Astfel, satele Idiciu, Daia, Gogan, Lepindea, Laslău, Varolea, Șoimuș, Ormeniș și Bahnea pornesc construirea unei biserici cu sediul în Bahnea aceasta fiind atestată documentar la sfințirea ei în anul 1310.
În cea de a doua jumatate a secolului al XI-lea, Regatul Maghiar începe cucerirea, în mod sistematic, a Transilvaniei, iar pentru consolidarea acestei acțuini în fața amenințărilor de la est și sud cât și pentru dezbinarea micilor voivodate românești formate, colonizarea a fost făcută în prima fază prin secui și sași. Mărturia prezenței sașilor în această localitate este scoasă în evidența de către două dovezi: prima dovadă - prezența bisericii reformate care la început a fost de confesiune catolică și construită de sași; a doua dovadă - mai multe forme de nume de familie intâlnite și acum în sat cu origine germanică (Meder, Jager, Schuster etc)
Una din primele atestări documentare ale localității Bahnea este găsită în anul 1291, aceasta fiind menționată în unul de documentele emise de către Roland Borșa, voievod al Transilvaniei pe vremea aceea, și legate de o neînțelegere a lui Grigore „comite de Bahnea” cu privire la o bucată de pământ denumită Cubli, locația și denumirea acestui teren fiind cel mai probabil anterioară acestui an.
În perioada cuprinsă între anii 1315 - 1335 a fost amintită sub denumirea de Bohna, Saceros de Vahya sau Bachnea, ca mai târziu să apară și sub denumirea de Bahnya (în traducere Târgul Bahnea)
Localitatea a fost implicată (în mod direct sau prin participarea locuitorilor) în mai multe evenimente istorice ale Transilvaniei și implicit ale Regatului Maghiar, toate acestea având în mare măsură o legătură mai strânsă cu stabilirea în localitate a familiei Bethlen, în jurul anului 1441. Această familie de nobili feudali maghiari, cu titu de conte {în maghiară gróf), au participat activ la susținerea principilor Transilvaniei ai perioadelor.
În 1562 a avut loc Răscola Secuilor de la Dumbrăveni, iar contele Farkas Bethlen (descendent din acea perioadă a familiei) a amintit în manuscrisele sale că o parte din locuitorii localității au trecut dealurile și s-au alăturat răsculaților, nefiind însă specificat numărul participanților sau al decedaților din acest eveniment.
În 1657, prin campania de ocupare a tronului Poloniei condusă de către Gheorghe Rákóczi al II-lea antrenează iarăși localitatea în mijlocul evenimentelor, pe fondul faptului că contele János Bethlen făcea parte din anturajul intim al pricipelui de Rákóczi. Oastea turco-tătară, venită în sprijinul lui Acațiu Barcsay numit de către turci, la retragere a trecit și prin localitatea Bahnea făcând cel puțin o treime victime în rândul locuitorilor (fie uciși fie răpiți).
În 1703 odată cu Răscoala Curuților împotriva Habsburgilor, ocupanți din acea perioadă a Transilvaniei, armata condusă de către Francisc Rákóczi al II-lea se retrage împreună cu Samuel Bethlen (fiul mai mare al familiei Bethlen) și o parte a armatei sale rămase în Bahnea. La sfârșitul secolului, în 1784, odată cu Răscoala lui Horea, Cloșca și Crișan contele Bethlen s-a retras la moșia din Bistrița. Fără informări precise putem concluziona că pe fondul evenimentelor din Transilvania localitatea Bahnea se antrenează în această răscoală.
Anul 1848 a adus neliniște în zonă, conform informărilor transmise de Sándor Somodi direct comisiei pentru menținerea ordinei în zonă, în satele Suplac, Șoimuș, Coroiu, Zagăr și Laslăul Mare au loc manifestații antimaghiare puternice. Dovezi scrise nu există legate de evenimente și în localitatea Bahnea, singurele mărturii fiind poveștile localnicilor care amintesc (prin poveștile din viu grai) uciderea lui Dumitru Holom (servitor al grofului care a cerut împărțirea pământului) de către patru Husari aduși de grof la întoarcerea în sat după terminarea revoltei. Numele celui ucis este menționat și pe Monumentul Eroilor Români din Primul și Al Doilea Război Mondial din localitate, chiar dacă nu are legătură cu acea perioadă.
În 1867, este anul formării  Austro-Ungariei, iar cum Transilvania își pierde autonomia, se pornesc campanii agresive de deznaționalizare a românilor cu scop de formare a statului unitar maghiar și a unei singure națiuni, cea maghiară. Lucru atestat de corespondențele bisericii ortodoxe din Bahnea cu forurile superioare. Totodată din circularele Mitropoliei ortodoxe a Ardealului, trimise parohiilor ortodoxe, rezulta clar împotrivirea românilor față de intențiile de maghiarizare a numelor românești sau obligativitatea folosirii limbi maghiare în biserici și școli ca limbă de conversație și corespondență interlocală oficială.
În 1868, intreaga populatie din Transilvania se angajeaza in lupta de rezistenta impotriva legilor lui Apponyi, la Bahnea au loc ample manifestari si demonstratii ale maselor din zona, manisfestari in a căror organizare preotii joaca un rol decisiv, conform notitelor lui I Dolmanyos - Critica Legilor lui Apponyi.
În 1916, obligă, prin contextul politic al zonei, ca românii din localitate să participe la Primul Război Mondial în regimente care luptau împotriva regimentelor române. Aprox 29 de soldați plecați din sat nu se mai întorc acasă fiind trecuți în eternitate pe una din plăcile monumentului comemorativ. La retragerea sa, din luna august același an, regimentul 46 infanterie maghiar cauzează mai multe pagube materiale și omenești.
În 1918, mai precis în ziua de 1 Decembrie clopotele bisericii ortodoxe vechi din deal vestesc Marea Unire de la Alba Iulia.

## Toponimie
Se vehiculează existența a trei variante care au condus la denumirea localități așa cum o cunoaștem și astăzi:
1. denumirea ar deriva de la cuvântul germanic bochene cuvânt ce se traduce simplu cea de lângă râu
2. cuvântul de origine slavă bahna simbolizează un loc umed și mlăștinos
3. ultima variantă presupune derivarea numelui mai mic al voievodului Gyula Rátót și anume Bucna

Primele variante sunt însă cele mai plauzibile dat fiind că ele sunt strâns legate de așezarea geografică a localității.
Tot aici se poate menționa faptul că familia Bethlen a fost multa vreme în centrul vieții socio-economice a satului. Nume locale precum familia Bota își leagă venirea în Bahnea de familia Bethlen.

## Populația
În anul 1992, satul Bahnea avea 1.850 locuitori din care 715 erau maghiari, 647 români, 484 rromi.

## Obiective turistice

### Monumente istorice
- Castelul Bethlen este construit pe trei nivele: pivniță, parter și etaj. Pe fațadă se pot vedea decorațiuni arhitecturale în stil gotic, renascentist și baroc. Acesta a fost renovat în repetate rânduri, începând cu extinderea sa în anul 1545 la comanda grofului Bethlen Farkas, ultima renovare având loc în anul 1860 și purtând amprente ale stilului gotic-englez.
- Biserica Reformată, prima biserică din sat, cu atestare documentară din 1301, fostă biserică catolică.

### Altele
- Monumentul Eroilor Români din Primul și Al Doilea Război Mondial. Dezvelit în anul 1930, monumentul masiv, din piatră, este prevăzut cu un postament, pătrat, cu două trepte, străjuit de coloane. Deasupra este o cruce dublă. Monumentul cinstește memoria eroilor români din cele Două Războaie Mondiale. Pe fațadă și pe părțile laterale sunt înscrise numele eroilor din 1914-1919, iar în partea din spate sunt numele eroilor din 1941-1945, căzuți în Bahnea.
- Biserica Ortodoxă veche din deal, situată nu departe de centrul satului pe drumul spre Gogan. În prima fază aceasta a fost construită din lemn, mai apoi în anul 1876 să fie reconstruită în forma pe care o vedem și astăzi prin contribuția sătenilor și din fondurile asigurate de Societatea Andrei Șaguna din acea perioadă.

## Personalități
S-au născut  sau au trăit în localitate:
- János Bethlen⁠(hu)[traduceți] (1613-1678), nobil maghiar, politician, susținătorul principilor Ioan Kemény și Mihai Apafi I
- Kata Bethlen (1700-1759), prima scriitoare maghiară din epoca barocă, colecționar pasionat de cărți, botanist
- Farkas Bethlen⁠(hu)[traduceți] (1813-1870), jurist, horticultor, deputat la Adunarea Națională din Budapesta

## Galerie de imagini

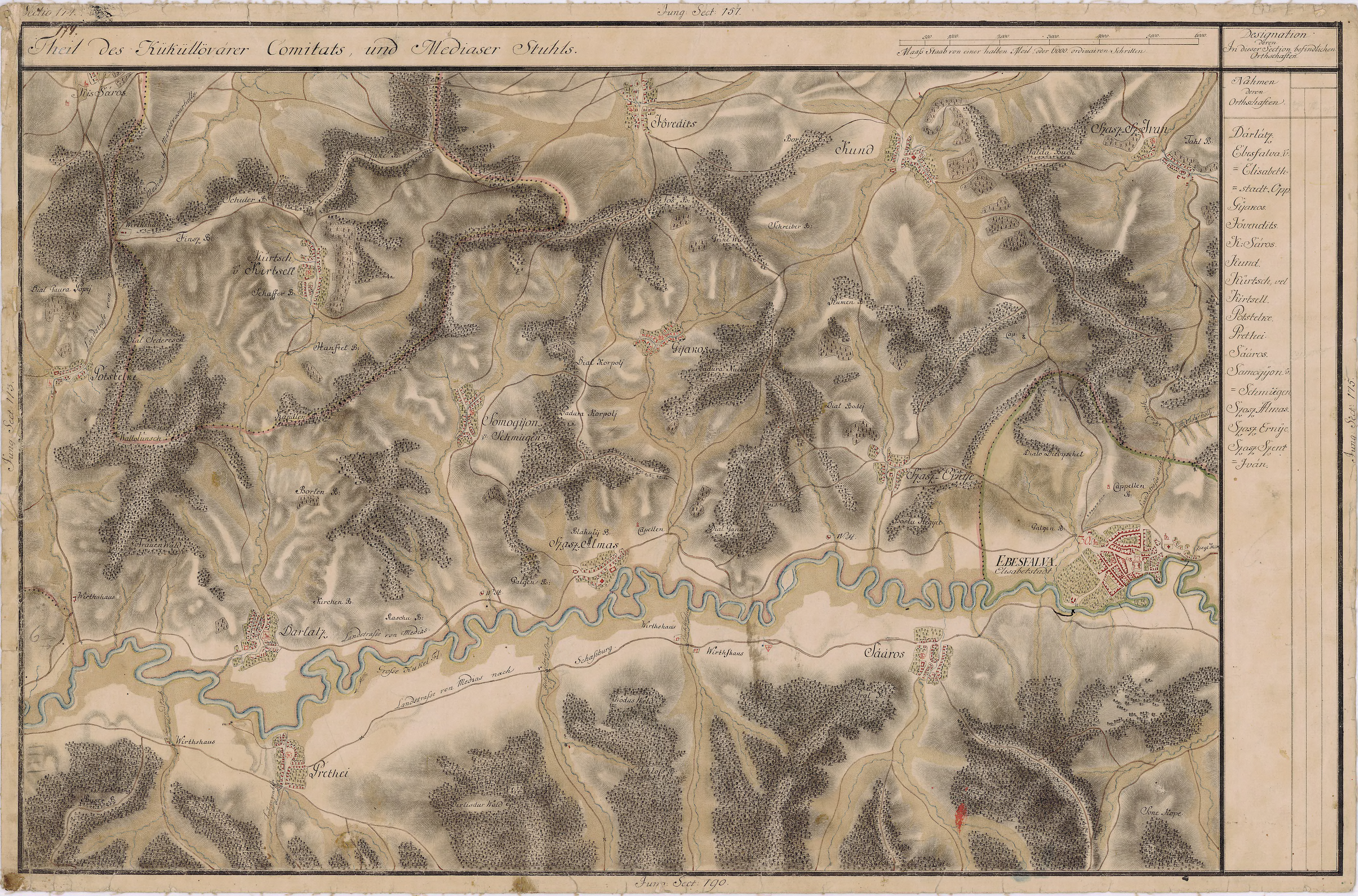
Bahnea pe Harta Iosefină a Transilvaniei, 1769-73 (sate: Idiciu; Cund)
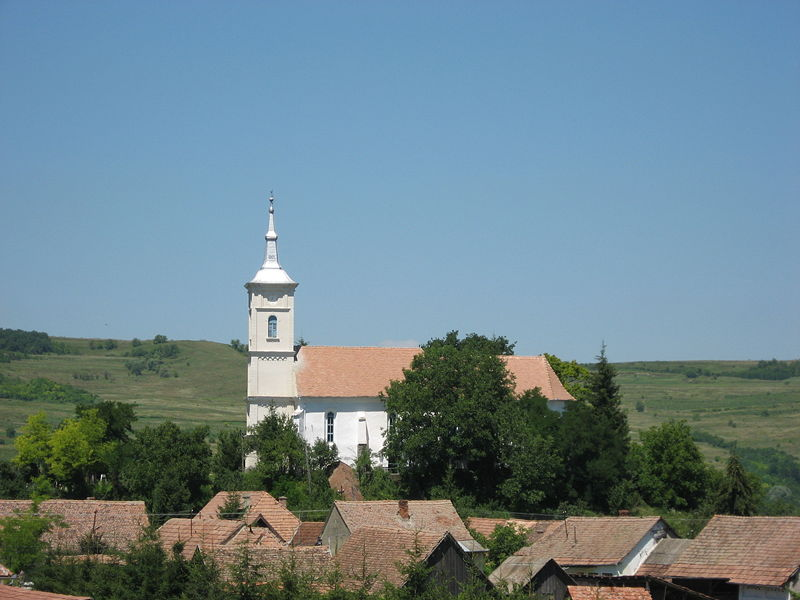
Biserica reformată din Bahnea
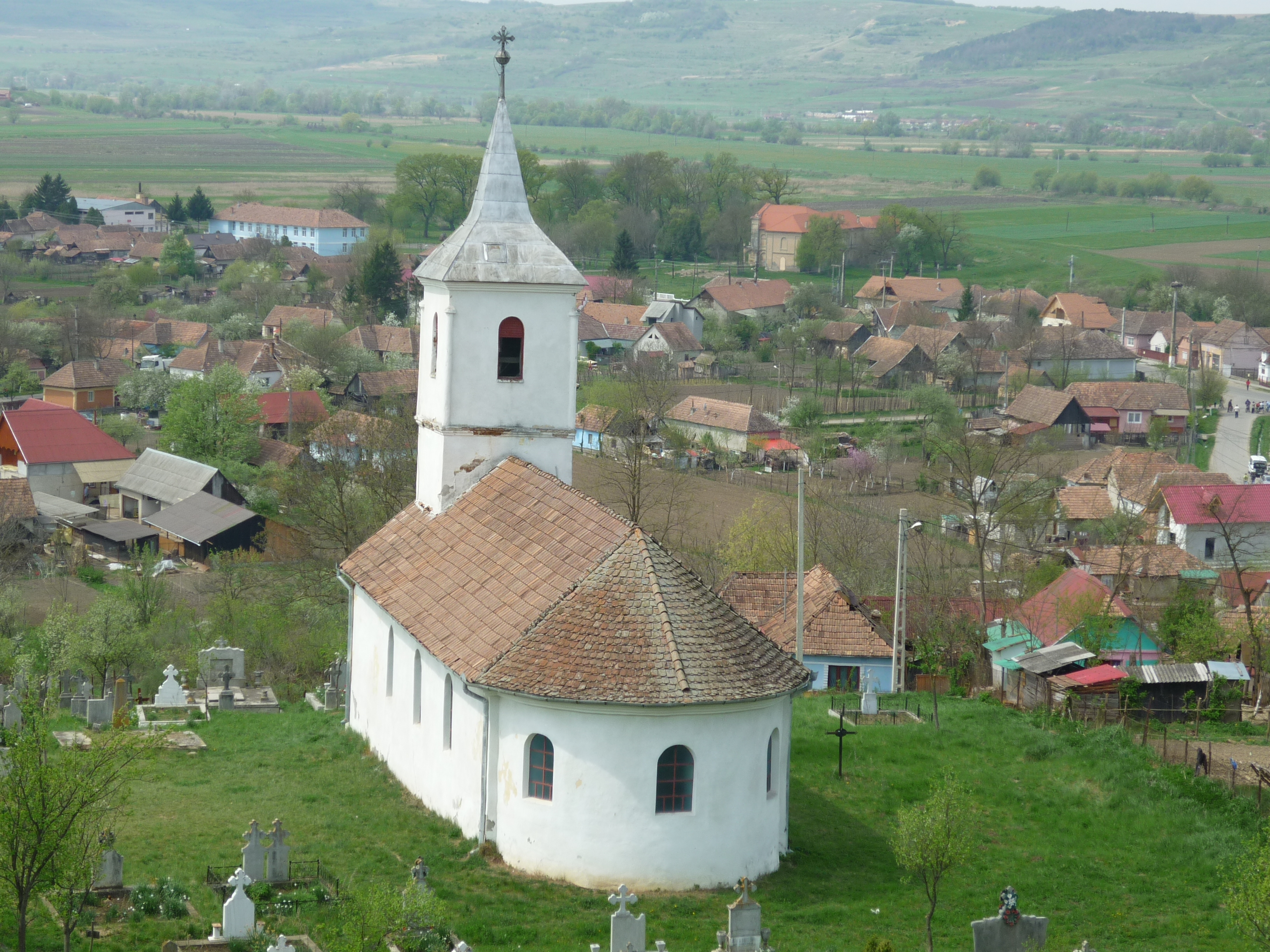
Biserica ortodoxă veche din sat
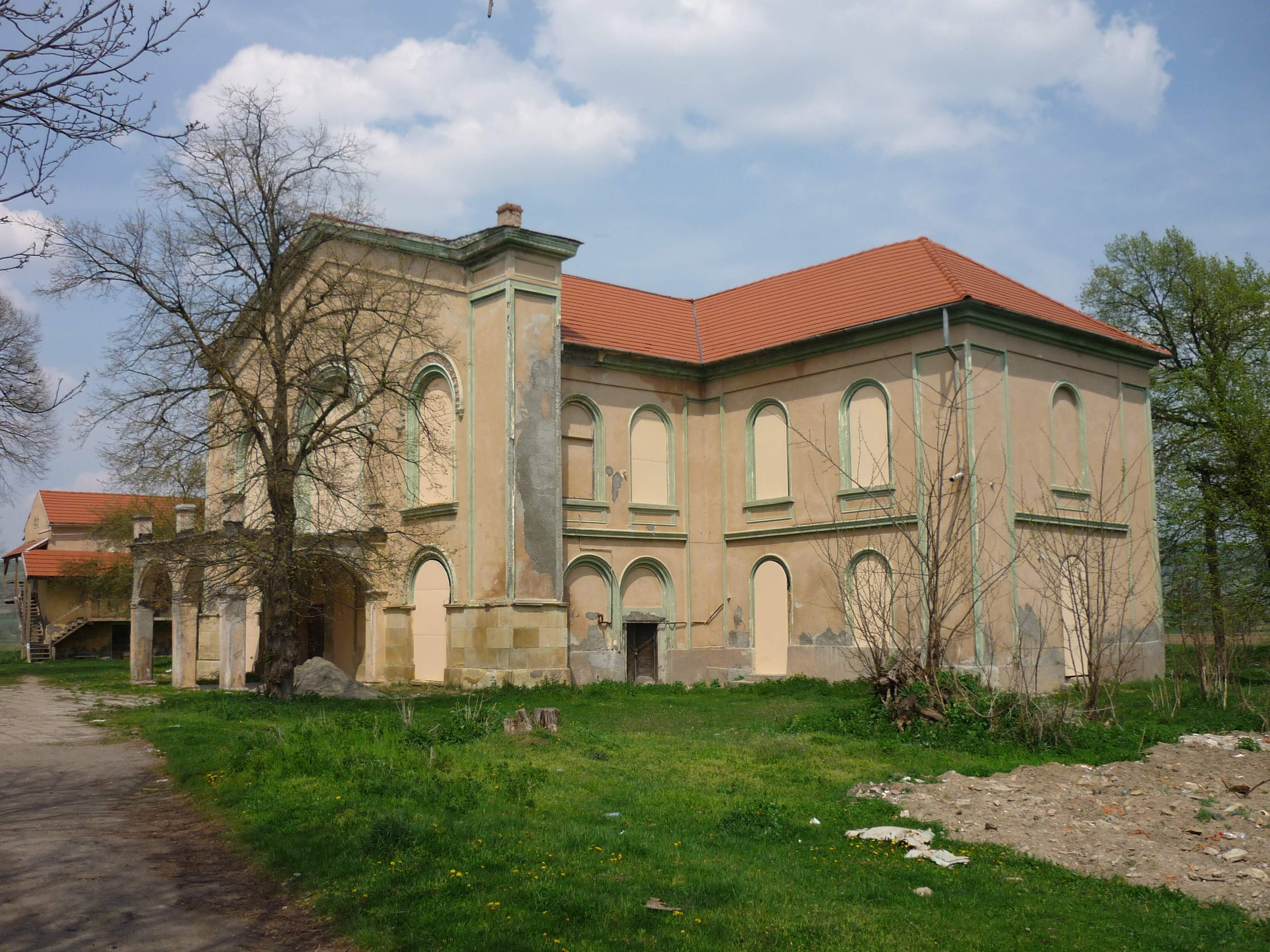
Castelul Bethlen din Bahnea (cu acoperișul renovat în 2010)
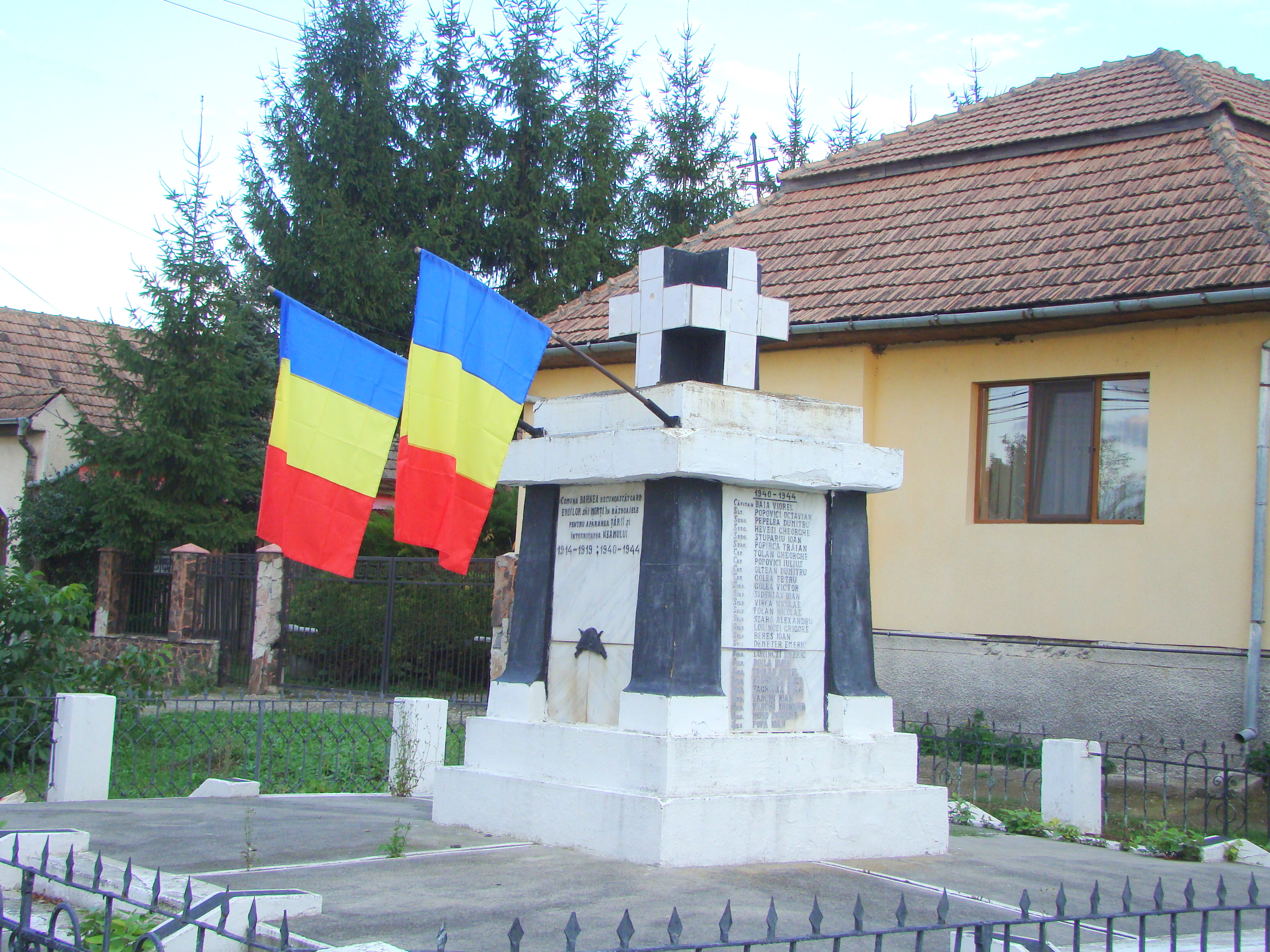
Monumentul eroilor